# Spenta Mainyu
Spenta Mainyu är ett religiöst begrepp som ordagrant betyder "konstruktiv mentalitet" och är ett centralt begrepp i zoroastrismen människosyn och etik. I zoroastrismen räknas Spenta mainyu som en av Amesha Spenta, sju gudomliga väsen. Spenta Mainyu är en feminin gestalt som stärker vår mentalitet, hjälper oss att förbättra vårt liv. Hon hjälper oss att vara kreativa där av namnet (den konstruktiva mentaliteten) man skulle även kunna säga den progressiva mentaliteten.